# Gregory Walcott
Gregory Walcott est un acteur américain, né le 13 janvier 1928, à Wendell, en Caroline du Nord, et mort le 20 mars 2015 à Los Angeles.
Il est surtout connu pour son rôle dans Plan 9 from Outer Space d'Ed Wood .
il fait une apparition dans le film Ed Wood de Tim Burton

## Filmographie partielle

### Cinéma
- 1952 : Les Vainqueurs de Corée (Battle Zone) de Lesley Selander : un soldat
- 1955 : Le Tigre du ciel (The McConnell Story), de Gordon Douglas : Policier
- 1955 : Permission jusqu'à l'aube (Mister Roberts), de John Ford : Garde-côte
- 1955 : Une étrangère dans la ville (Strange Lady in Town), de Mervyn LeRoy : Scanlon
- 1959 : Plan 9 from Outer Space, d'Ed Wood : Jeff Trent
- 1961 : La Doublure du général (On the Double), de Melville Shavelson : Colonel Rock Houston
- 1961 : Le Héros d'Iwo-Jima (The Outsider) de Delbert Mann
- 1970 : Carnage (Prime Cut), de Michael Ritchie : Weenie
- 1972 : Joe Kidd, de John Sturges : Shérif Bob Mitchell
- 1972 : Et maintenant, on l'appelle El Magnifico (E poi lo chiamarono El Magnifico), d'E.B. Clucher : Bull Schmidt
- 1973 : Last American Hero de Lamont Johnson
- 1974 : Sugarland Express, de Steven Spielberg : Officier de police Mashburn
- 1974 : Le Canardeur (Thunderbolt and Lightfoot), de Michael Cimino : Le vendeur de voitures
- 1975 : La Sanction (The Eiger Sanction), de Clint Eastwood : Pope
- 1976 : La Bataille de Midway (Midway), de Jack Smight : Capitaine Elliott Buckmaster
- 1978 : Doux, Dur et Dingue (Every Which Way But Loose), de James Fargo : Putnam
- 1987 : House 2 : La Deuxième Histoire (House II: The Second Story), d'Ethan Wiley : Shérif
- 1996 : The Haunted World of Edward D. Wood Jr., de Brett Thompson : Narrateur

### Télévision
- 1977 : Huit, ça suffit ! (Eight is Enough), série américaine : Dr Hammer (saison 1 épisode 9)
- 1977 : L'Homme qui valait trois milliards (The Six Million Dollar Man) (série) : Alex Parker (saison 5 épisode 1)
- 1981 : Shérif, fais moi peur  (Dukes of Hazzard), série américaine : Hatcher (saison 3 épisode 13)